# João Santos
João Pedro Gomes Calcas da Costa Santos (Lisbona, 15 giugno 1979) è un ex cestista portoghese.
Alto 204 cm, giocava come ala.

## Carriera
Nel 2007 è stato convocato per gli Europei in Spagna con la maglia della nazionale di pallacanestro del Portogallo.

## Palmarès
- Coppa di Portogallo: 1

Porto: 2012